# تاريخ هونغ كونغ تحت حكم الصين الإمبراطورية
بدأ تاريخ هونغ كونغ تحت حكم الصين الإمبراطورية عام 214 قبل الميلاد خلال عهد أسرة تشين. وقد بقيت المنطقة غير مأهولة بشكل كبير حتى السنوات الأخيرة من عهد أسرة تشينغ عندما تنازلت الصين الإمبراطورية عن المنطقة لصالح بريطانيا العظمى بموجب معاهدة نانجينغ عام 1842، والتي أصبحت هونغ كونغ بموجبها مستعمرة بريطانية.

## ما قبل التاريخ حتى عهد أسرة هان (قبل 200 م)
قبل عهد أسرة تشين، كانت المنطقة مأهولة بعائلة كبيرة من القبائل غير الصينية المعروفة باسم شعب يو (بالصينية: 越، سيدني لاو: Yuet6). لا يُعرف الكثير على وجه اليقين عن شعب يو بخلاف المعلومات المستمدة من السجلات الصينية القديمة والحفريات الأثرية الحديثة. يُعتقد أن لغتهم كانت لغة أسترو آسيوية، على الرغم من عدم وجود إجماع واضح على خصائصها الأكثر تحديدًا.
أرسل الإمبراطور الأول لسلالة تشين جيشًا كبيرًا لغزو قبائل يو وإخضاع ما يُعرف الآن بجنوب الصين لسيطرة أسرة تشين، وذلك بعد فترة وجيزة من تعزيز حكمه على الصين في عام 221 قبل الميلاد. وفي عام 214 قبل الميلاد، هزمت جيوش تشين قبائل يو، وضُمت المنطقة إلى أراضي تشين. نظمت سلالة تشين أراضيها ضمن قيادات (بالصينية: 郡، نظام بينيين: jùn ، سيدني لاو: gwan6)، ما يعادل تقريبًا مقاطعات العصر الحديث، وأصبحت أراضي ما يعرف الآن بمقاطعة غوانغدونغ وهونغ كونغ جزءًا من قيادة نانهاي.
عجلت وفاة الإمبراطور الأول في 210 قبل الميلاد باندلاع عدد من الثورات والتمردات في جميع أنحاء الصين. أعلن تشاو تو، وهو جنرال صيني من الهان رافق جيش تشين جنوبًا، عن تأسيس مملكة تسمى نانياو، ونصب نفسه ملكًا واتحذ عاصمة في بان يو (غوانزو الحديثة). أصبحت نانياو مملكة ناجحة، كان بها نخبة حاكمة في الغالب من الهان الصينيين مع عدد كبير من سكان شعب يو الأصليين كقادة ومسؤولين أقل مكانة. وقد عُثر على قطع أثرية من تلك الفترة في جميع أنحاء منطقة غوانزو الكبرى، ولكن لم يُعثر على أي منها في هونغ كونغ.
غزت أسرة هان مملكة نانياو نحو 112 قبل الميلاد بعد حرب الهان - نانياو. في الخمسينيات من القرن العشرين، اكتُشف قبر في لي تشانغ يو كيه يرجع تاريخه إلى عهد أسرة هان الشرقية (25-220 م). تسببت القطع الأثرية التي عُثر عليها في المقبرة باعتقاد بعض علماء الآثار أن إنتاج الملح قد ازدهر في المنطقة خلال هذه الفترة، على الرغم من عدم العثور على أدلة قاطعة حتى الآن. ومن المحتمل أن أول مستوطنة للهان الصينيين في منطقة هونغ كونغ تعود إلى هذه الفترة.

## سلالة تانغ (618-907 م)
خلال عهد أسرة تانغ، ازدهرت منطقة غوانغدونغ كمركز تجاري دولي. وكانت منطقة توين مون فيما يعرف الآن بأراضي هونغ كونغ الجديدة بمثابة ميناء وقاعدة بحرية ومركز لإنتاج الملح، ثم أصبحت قاعدة لاستثمار اللؤلؤ. كانت جزيرة لانتاو أيضًا مركزًا لإنتاج الملح، حيث أثار مهربو الملح أعمال شغب ضد الحكومة.

## سلالة سونغ (960–1279 م)
إن أقدم إشارة مكتوبة معروفة لحدث في هونغ كونغ هي جزء من نقش حجري مؤلف من 108 أحرف (أصبح الآن نصبًا تذكاريًا لهونغ كونغ) على الطرف الجنوبي لشبه جزيرة في خليج جوس هاوس، شرق تسونغ كوان أو. ويشير النقش إلى بناء حجر باغودا في جزيرة تونغ لونغ المجاورة في العام الخامس من عهد الإمبراطور جنزون من أسرة سونغ الشمالية عام 1012 م. ويرجع تاريخ النقش نفسه إلى عام جياشو (1274 م) في عهد الإمبراطور دوزونغ خلال عهد أسرة سونغ الجنوبية، ما يجعله أقدم أثر تاريخي له تاريخ محدد في هونغ كونغ وكاولون.
خلال عهد أسرة سونغ الشمالية، أسست مدارس للقرى مثل كلية لي ينغ نحو عام 1075 في الأراضي الجديدة لتوفير التعليم الإمبراطوري الصيني.
أثناء الغزو المغولي في عام 1276، انتقل البلاط الإمبراطوري لسلالة سونغ الجنوبية إلى فوجيان، ثم إلى جزيرة لانتاو، ولاحقًا إلى مدينة كاولون الحالية، لكن الإمبراطور الطفل سونغ زاو بينغ انتحر غرقًا مع مسؤوليه، بعد هزيمته في معركة يامن. يُعتقد أن وادي تونغ تشونغ، الذي سمي على اسم بطل ضحى بحياته من أجل الإمبراطور، كان قاعدة للبلاط. وما يزال هاو وونغ، أحد مسؤولي الإمبراطور، يُبجل في هونغ كونغ حتى اليوم. وبحلول نهاية عهد أسرة سونغ، كانت أول عشيرة رئيسية وصلت هي عائلة تانغ (دنغ، 鄧). استقر معظمهم في الوديان والسهول في منطقة الأقاليم الجديدة.

## سلالة يوان (1271–1368 م)
خلال عهد أسرة يوان التي قادها المغول، شهدت هونغ كونغ أول ازدهار سكاني لها حيث هاجر اللاجئون الصينيون إلى المنطقة. زُعم أن عائلات تانغ (دنغ، 鄧)، وهاو (هوو، 候)، وبانغ (بينغ، 彭)، وليو (لياو، 廖)، ومان (وين، 文) كانوا من بين أوائل المستوطنين المسجلين في هونغ كونغ. بينما يجري التعرف عليهم من خلال ألقاب العائلة، فقد وصلوا أولًا في الغالب على شكل عشائر. على الرغم من الهجرة والتنمية الخفيفة للزراعة، كانت المنطقة ما تزال قاحلة نسبيًا وكان عليها الاعتماد على تجارة الملح واللؤلؤ وصيد الأسماك لتحقيق الدخل.